# Laothoe grisea
Laothoe grisea är en fjärilsart som beskrevs av Gillman. 1904. Laothoe grisea ingår i släktet Laothoe och familjen svärmare. Inga underarter finns listade i Catalogue of Life.